# Vin Santo Montepulciano riserva
Il Vin Santo Montepulciano riserva è un vino DOC la cui produzione è consentita nella provincia di Siena.

## Caratteristiche organolettiche
- colore: dal giallo dorato all'ambrato intenso
- odore: profumo intenso etereo caratteristico di frutta matura
- sapore: ampio, vellutato, con intensa rotondità

## Produzione
Provincia, stagione, volume in ettolitri
- nessun dato disponibile